# Osvaldo Giannini
Osvaldo Giannini Iñíguez (Valparaíso, 6 de abril de 1934 - septiembre de 1999) fue un abogado y político chileno. Diputado por la Sexta Agrupación Departamental "Valparaíso, Isla de Pascua y Quillota", Región de Valparaíso, en dos periodos entre 1965 y 1973.

## Biografía
Nació en Valparaíso el 6 de abril de 1934. Hijo de Osvaldo Giannini Piza y de Olga Iñiguez. Fue hermano del filósofo Humberto Giannini.
Se casó con Gilda Mercedes Antonieta Tassara Ghirardelli y fue padre de cinco hijos.
Estudió en los Sagrados Corazones de Valparaíso, en el Liceo Manuel de Salas, el Liceo Barros Borgoño y el Liceo Nocturno Manuel Montt. Ingresó a estudiar Leyes en la Universidad Católica de Valparaíso y posteriormente, en la Pontificia Universidad Católica en Santiago. En 1963 juró como abogado con la memoria "Naturaleza jurídica del impuesto a la internación Ad Valorem".
Practicó el libre ejercicio de la profesión y posteriormente fue funcionario del departamento jurídico de la Aduana de Valparaíso y Santiago entre los años 1952 a 1962. Fue ayudante y luego profesor auxiliar de Derecho Administrativo en la Universidad Católica de Valparaíso. Desde 1971 fue director de la Escuela de Derecho de la ya mencionada Universidad Católica.
Desde 1952 integró las filas de la Falange Nacional. Luego ingresó al Partido Demócrata Cristiano donde obtuvo los cargos de presidente provincial y vicepresidente nacional de la Juventud.
En las elecciones parlamentarias de 1965 fue elegido diputado por la Sexta Agrupación Departamental "Valparaíso y Quillota", período 1965-1969. Integró la Comisión Permanente de Constitución, Legislación y Justicia; la Comisión Especial Investigadora "Plan Camelot"; Especial Acusación Constitucional 1965-1966; Especial Investigadora de la Industria Pizarreño, 1966-1967; Especial Investigadora de Problemas en Marina Mercante Nacional, 1967; y Especial Investigadora sobre Crisis Fútbol Profesional, 1967-1968.
En las elecciones parlamentarias de 1969 fue reelecto diputado por la misma Agrupación Departamental, "Valparaíso y Quillota" (más Isla de Pascua, anexada al territorio de Valparaíso en 1966), período 1969-1973. Integró la Comisión Permanente de Relaciones Exteriores; miembro de la Comisión Especial Investigadora de las Actividades de la Empresa Extranjera Italcambio, 1969; Especial Investigadora Encargada de Conocer el Procedimiento en Concesión de Créditos por el Banco del Estado, 1969-1970; Especial Investigadora de la Industria Carozzi, 1969-1970; Especial Encargada de Informar Acerca de las Organizaciones "Chile Joven" y "Acción Mujeres de Chile" y de encuesta política realizada en Santiago, 1970; y Especial Investigadora de Intervención Decretada por el Ejecutivo en Diversas Ramas de la Actividad Nacional en 1970-1971. Integró la Comisión Mixta de Presupuesto, 1970; y Mixta Encargada de Estudiar la Aplicación de la Reforma Constitucional a los Proyectos en Actual Tramitación, 1970-1971. Miembro propietario del Comité Parlamentario Demócrata Cristiano, 1969 a 1971. Este último año renunció al PDC y se integró a la Izquierda Cristiana.
No fue reelecto en las elecciones parlamentarias de 1973.
Falleció en septiembre de 1999.

## Historial electoral

### Elecciones parlamentarias de 1973
- Diputado por la Sexta Agrupación Departamental (Valparaíso, Quillota e Isla de Pascua)